# Omikron
De omikron (hoofdletter Ο, kleine letter ο) (ὂ μικρόν, letterlijk kleine o, in tegenstelling tot de omega, de grote o) is de vijftiende letter van het Griekse alfabet. De omikron wordt uitgesproken als /ɔ/, zoals in orde. In het Oudgrieks was de omikron kort (als in bot) terwijl de omega lang uitgesproken werd (als in boot). In het Nieuwgrieks bestaat geen verschil meer in uitspraak tussen de omikron en omega.
ο' is het Griekse cijfer voor 70 en ,ο voor 70 000 (een komma voor de letter geeft een duizendtal aan).